# Comunità montana Terre del Giarolo
La Comunità montana Terre del Giarolo era una comunità montana del Piemonte, in provincia di Alessandria.

## Storia

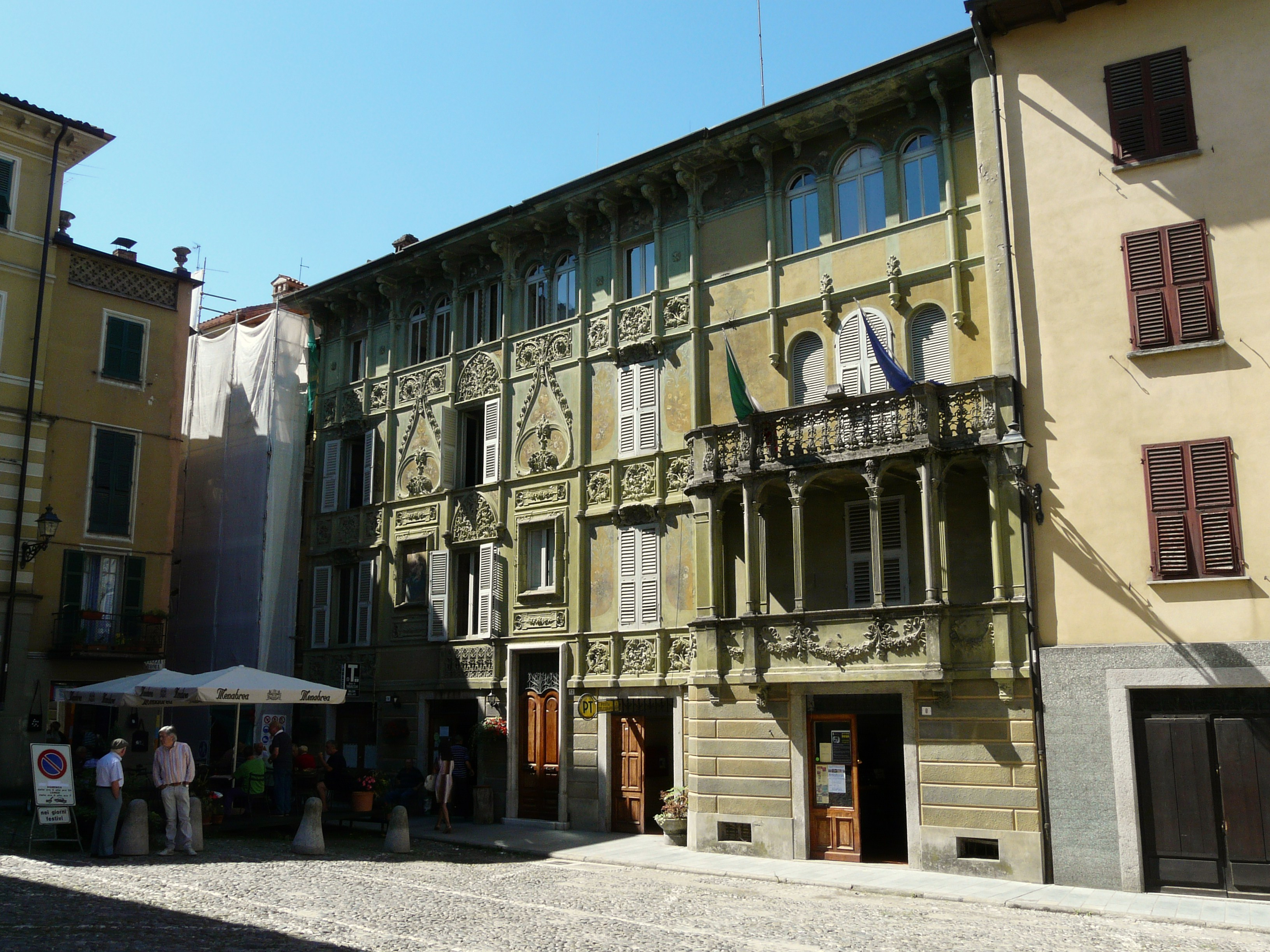
Sede della comunità montana

La comunità montana nacque nel 2010 dall'unione dei due precedenti enti locali montani: la Comunità montana Valle Borbera e Valle Spinti e la Comunità montana Valli Curone Grue e Ossona.
Era formata dai comuni di: Albera Ligure, Avolasca, Berzano di Tortona, Borghetto di Borbera, Brignano-Frascata, Cabella Ligure, Cantalupo Ligure, Carrega Ligure, Casasco, Castellania, Cerreto Grue, Costa Vescovato, Dernice, Fabbrica Curone, Garbagna, Gremiasco, Grondona, Momperone, Mongiardino Ligure, Monleale, Montacuto, Montegioco, Montemarzino, Pozzol Groppo, Roccaforte Ligure, Rocchetta Ligure, San Sebastiano Curone, Stazzano, Vignole Borbera, Volpeglino.
La sede legale della Comunità montana si trovava a San Sebastiano Curone, mentre quella operativa è a Cantalupo Ligure.
L'ente è stato soppresso, insieme alle altre comunità montane del Piemonte, con la Legge regionale 28 settembre 2012, n. 11.